# Ralph Hartley
Ralph Vinton Lyon Hartley, född 30 november 1888, död 1 maj 1970, var en amerikansk teletekniker.
Ralph Hartley avlade kandidatexamen 1913 och arbetade därefter som forskningsingenjör vid Western Electric 1913–1925. Från 1925 var han knuten till Bell Telephone Laboratories i New York. Hartleys arbeten handlade främst om telefoni och telegrafi över långledningar, binaural ljudlokalisering samt teoretiska studier rörande ramaneffekten. Hartley var uppfinnare av hartleykopplingen, en i ursprunglig eller modifierad form vid högfrekvensgeneratorer mycket använd återkopplingsprincip, kännetecknad av en enda avstämningskrets, där ett uttag från induktansspolen är förenat med oscillatorrörets katod.